# Magnus Grønneberg
Magnus Grønneberg, né le 24 avril 1967 à Fredrikstad, est le chanteur du groupe norvégien de rock CC Cowboys créé avec son frère Anders Grønneberg (no).
Il produit également une carrière solo et publie quelques poèmes.

## Discographie

### Carrière solo
- Helt grønn (2000)
- Wildenvey (2001) (pour 11 poèmes de Herman Wildenvey
- I skyggen av en engel (2013) (avec  Hanna-Maria Grønneberg)

### Avec CC Cowboys
- Blodsbrødre (1990)
- Rock'n roll ryttere (1991)
- Tigergutt (1992)
- Persille & panser (1994)
- Himmeltitter (1996)
- Ekko: CC Cowboys Beste (1998)
- Lyst (2003)
- Evig liv (2006)
- På Svalbard uten strøm (2007)
- Morgen & Kveld (2009)
- Innriss (2011)
- 40 beste (2011)
- Til det blir dag (2015)

## Distinctions
- 2007 : Prix de poésie Herman Wildenvey (no)
- 2009 : Kong Fredriks Hederspris
- 2010 : Nopas tekstpris